# Incydent w Qingyang (1490)
Incydent w Qingyang z 1490 roku (również Wydarzenie Ch'ing-yang, Zdarzenie Ch'ing-yang, Chíing-yang, Chi-ing-yang  lub Deszcz meteorytów Qingyang, chiń. 1490年慶陽事件; pinyin 1490 Nián qìng yáng shìjiàn, ang. Ch'ing-yang event of 1490) – przypuszczalna katastrofa kosmiczna lub zjawisko meteorologiczne które miało mieć miejsce w marcu lub kwietniu 1490 roku nad chińskim miastem Qingyang (chiń. upr. 庆阳; chiń. trad. 慶陽; pinyin Qìngyáng) w prowincji Shaanxi (dzisiaj obszar ten znajduje się w prowincji Gansu). 
Domniemany deszcz meteorytów o wyjątkowej sile lub wybuch obiektu pozaziemskiego (np. meteoru) w atmosferze ziemskiej. 

## Incydent
Co najmniej trzy zachowane chińskie kroniki historyczne opisują to zdarzenie jako deszcz kamieni – a w jednym z nich można dosłownie przeczytać: „kamienie spadały jak deszcz”. Jedna z kronik opisująca to wydarzenie, pochodzi z oficjalnej historii dynastii Ming. Pozostałe zapisy, które również opisują to samo zjawisko, są ogólnie uważane za wiarygodne. 
Przypadek ten, który według zapisów miał doprowadzić do śmierci ponad 10 000 osób, jeśli był deszczem meteorytów, mógł być wynikiem rozpadu asteroidy na skutek w wejścia w ziemską atmosferę. Ze względu na brak szczegółowych informacji i ocalałych meteorytów lub innych fizycznych dowodów, badacze nie byli w stanie ostatecznie określić dokładnego charakteru tego dramatycznego incydentu.

## Przypadkowa kometa
W tym samym roku azjatyccy astronomowie przypadkowo odkryli kometę C/1490 Y1, obecnie uważaną za możliwego protoplastę roju meteorów Kwadrantydy. Sugerowano również związek z asteroidą (196256) 2003 EH1.